# Aricia idas
Aricia idas är en fjärilsart som beskrevs av Jules Pièrre Rambur 1842. Aricia idas ingår i släktet Aricia och familjen juvelvingar. Inga underarter finns listade i Catalogue of Life.